# André Dierickx
André Dierickx (* 29. Oktober 1946 in Oudenaarde, Provinz Ostflandern, Belgien) ist ein ehemaliger belgischer Radrennfahrer.

## Karriere
Als Amateur konnte er die Flandern-Rundfahrt für Amateure 1968 gewinnen. Die Zeit zwischen 1970 und 1976 kann als die erfolgreichste Zeit als Profi gezählt werden, weil neben den beiden Siegen bei La Flèche Wallonne 1973 und 1975, der Sieg bei der Meisterschaft von Zürich 1973 sowie einige sehr gute Ergebnisse bei der Flandernrundfahrt, Paris–Roubaix und Lüttich–Bastogne–Lüttich in diese Zeit fallen. 1976 gewann er den Großen Preis der Dortmunder Union-Brauerei. Das Rennen Grote Prijs Beeckman-De Caluwé gewann er viermal. 1981 trat er vom Profiradsport zurück.

## Erfolge (Auswahl)
1969
- eine Etappe Tour de Romandie

1970
- Nokere Koerse
- Grand Prix Pino Cerami
- eine Etappe Grand Prix Midi Libre
- Omloop der Vlaamse Gewesten
- De Kustpijl
- Grote Prijs Beeckman-De Caluwé

1971
- zwei Etappen Critérium du Dauphiné Libéré
- Grand Prix de Denain
- Gesamtwertung und eine Etappe Tour de Luxembourg
- Gesamtwertung und eine Etappe Tour de Picardie
- Omloop van het Houtland

1972
- eine Etappe Paris–Nizza
- eine Etappe Belgien-Rundfahrt

1973
- La Flèche Wallonne
- Meisterschaft von Zürich

1974
- Grote Prijs Stad Zottegem
- Memorial Le Samyn

1975
- eine Etappe Tour du Loir-et-Cher
- Grand Prix de Wallonie
- Grosser Preis des Kantons Aargau
- La Flèche Wallonne

1976
- Großer Preis der Dortmunder Union-Brauerei

1977
- eine Etappe Étoile de Bessèges
- Leeuwse Pijl

1978
- Gesamtwertung Belgien-Rundfahrt

1979
- eine Etappe Tour de Suisse
- Omloop van West-Brabant

1981
- Grote Prijs Briek Schotte

## Platzierungen

### Monumente des Radsports
| Monument                 | 1969 | 1970 | 1971 | 1972 | 1973 | 1974 | 1975 | 1976 | 1977 | 1978 | 1979 | 1980 | 1981 |
| ------------------------ | ---- | ---- | ---- | ---- | ---- | ---- | ---- | ---- | ---- | ---- | ---- | ---- | ---- |
| Mailand–Sanremo          | 23   | 59   | 12   | 8    | 51   | 26   | 57   | –    | 115  | 14   | –    | 48   | –    |
| Flandern-Rundfahrt       | –    | 16   | –    | 2    | –    | –    | 15   | 10   | –    | –    | –    | –    | 30   |
| Paris–Roubaix            | –    | 4    | –    | 2    | –    | 6    | 3    | –    | 18   | –    | –    | –    | –    |
| Lüttich–Bastogne–Lüttich | –    | –    | –    | –    | 17   | 5    | 15   | 2    | –    | –    | –    | –    | –    |
| Lombardei-Rundfahrt      | –    | –    | –    | –    | –    | 5    | –    | 19   | –    | –    | –    | –    | –    |

### Klassiker
| Klassiker                | 1969 | 1970 | 1971 | 1972 | 1973 | 1974 | 1975 | 1976 | 1977 | 1978 | 1979 | 1980 | 1981 |
| ------------------------ | ---- | ---- | ---- | ---- | ---- | ---- | ---- | ---- | ---- | ---- | ---- | ---- | ---- |
| Omloop Het Nieuwsblad    | —    | 3    | 29   | 2    | 11   | 21   | 7    | 16   | 21   | 4    | —    | —    | —    |
| Kuurne–Brüssel–Kuurne    | —    | —    | —    | —    | —    | —    | —    | —    | —    | —    | —    | 9    | —    |
| Paris–Brüssel            | —    | —    | —    | —    | 11   | 4    | 3    | 16   | 5    | 6    | 2    | —    | —    |
| E3 Harelbeke             | 10   | —    | —    | —    | —    | —    | —    | —    | —    | —    | —    | —    | —    |
| Gent–Wevelgem            | —    | —    | —    | —    | —    | —    | 7    | 9    | 6    | —    | 25   | —    | —    |
| Amstel Gold Race         | —    | 3    | —    | 6    | —    | —    | 4    | —    | 29   | 15   | —    | —    | —    |
| La Flèche Wallonne       | —    | 9    | —    | —    | 1    | 9    | 1    | 8    | 15   | 24   | 45   | —    | —    |
| Paris–Tours              | —    | —    | —    | 60   | 47   | 10   | —    | —    | —    | —    | —    | —    | —    |
| Meisterschaft von Zürich | —    | 3    | —    |      | 1    | 7    | 8    | —    | 5    | 47   | —    | —    | —    |

### Grand Tours
| Grand Tour            | 1972 | 1973 | 1974 | 1979 |
| --------------------- | ---- | ---- | ---- | ---- |
| Vuelta a EspañaVuelta | –    | –    | –    | –    |
| Giro d’ItaliaGiro     | –    | 40   | –    | –    |
| Tour de FranceTour    | DNF  |      | 55   | DNF  |

### Weltmeisterschaften
| Weltmeisterschaft   | 1971 | 1972 | 1973 | 1974 | 1975 | 1976 | 1977 | 1978 |
| ------------------- | ---- | ---- | ---- | ---- | ---- | ---- | ---- | ---- |
| StraßenrennenStraße | 42   | DNF  | –    | –    | 20   | –    | –    | 9    |

### Olympische Sommerspiele
Mexiko 1968: 19.
Legende: DNF = Did not finish (Rundfahrt aufgegeben oder wegen Zeitüberschreitung aus dem Rennen genommen); – = Did not compete (nicht teilgenommen); DQ = Disqualified (Disqualifiziert wegen Regelverstoß oder Doping)